# Verheyen-Ducker
Der Verheyen-Ducker (Philantomba walteri) ist eine Art der Ducker aus der Gattung Philantomba. Sie ist in den tropischen Regenwäldern des westlichen Afrikas verbreitet und umfasst die einst östliche Gruppe des Maxwell-Duckers, mit dem sie in enger Verwandtschaft steht. Aufgrund abweichender äußerer und skelettanatomischer Merkmale und genetischer Unterschiede gegenüber der westlichen Population wurde sie aber im Jahr 2010 zur eigenen Art erhoben. Über die Lebensweise des Verheyen-Duckers ist kaum etwas bekannt. Der Bestand gilt als gefährdet.

## Merkmale

### Habitus
Der Verheyen-Ducker erreicht etwa die Größe des Maxwell-Duckers (Philantomba maxwelli), er zeichnet sich aber durch eine schlankere Silhouette aus. Seine Kopf-Rumpf-Länge beträgt 55 bis 75 cm, der Schwanz ist mit wenigstens 15 cm Länge durchschnittlich länger als beim Maxwell-Ducker und deutlich länger als bei den Blauduckern. Das Gewicht liegt bei 6 bis 12 kg. Die Fellfarbe des Rumpfes ist schiefergrau oder braun, Kehle, Brust und Bauch sind etwas heller getönt. Im Gegensatz zum Kongo-Blauducker (Philantomba congica) fehlt ein scharfer Umbruch zwischen der dunkleren Kruppe und den helleren Ober- und Unterschenkeln. Der Schwanz zeigt am büscheligen Ende weiße Fransen. Am Nacken treten auffällig gegen den Strich verlaufende Haare auf. Der Kopf ist kleiner und weniger massig im Vergleich zum Maxwell-Ducker, er besitzt aber dessen dunkles Maul und Stirn. Oberhalb der Nase verläuft seitlich je ein hellerer Streifen etwa von der Höhe der Augen bis zur Hornbasis. Zudem heben sich die Voraugendrüsen durch einen markanten Streifen ab. Auf dem Kopf steht ein kleiner Schopf an dunklen Haaren. Die Hörner enden spitz und sind abweichend vom Maxwell-Ducker nahezu immer bei beiden Geschlechtern ausgebildet. Bei den Männchen werden sie 4,5 bis 5,5 cm lang und besitzen eine kräftige Ringbildung an der Basis. Ein bei einem Weibchen gemessenes Horn wurde knapp 4 cm lang.

### Schädelmerkmale
Die Schädellänge liegt bei 13,4 bis 14,5 cm, die größte Breite zwischen den Jochbögen beträgt 6,2 bis 6,6 cm. Gegenüber dem Maxwell-Ducker ist der Schädel durchschnittlich kleiner und auffallend niedriger, das Nasenbein zudem seitlich deutlich weniger eingezogen. Anhand der Schädelmaße lässt sich beim Verheyen-Ducker ein leichter Sexualdimorphismus erkennen: Männchen besitzen einen etwas größeren Schädel als Weibchen, bei letzteren ist aber das Rostrum kürzer und breiter. Die Zahnformel lautet: {\displaystyle {\frac {0.0.3.3}{3.1.3.3}}}, somit sind insgesamt 32 Zähne im Gebiss ausgebildet. Die Länge der oberen Zahnreihe schwankt von 3,7 bis 4,4 cm.

## Verbreitung
Der Verheyen-Ducker kommt in Westafrika in Nigeria westlich des Cross River über Benin bis nach Togo vor. Möglicherweise reicht das Verbreitungsgebiet im Westen bis nach Ghana zum Fluss Volta. Er bewohnt bevorzugt tropische Regenwälder oder Waldflecken in Savannengebieten. Ein Teil des Areals gehört zum Dahomey Gap in Benin und Togo, einer natürlichen Barriere zwischen den östlichen und westlichen Regenwaldgebieten (Eastern Guinean Forest und Western Guinean Forest). In dieser Landschaft gibt es nur wenige endemische Arten, die meisten vorkommenden Säugetiere sind Teil der reicheren westlichen und östlichen Regenwaldblöcke. Daher zog die Landschaft in der Vergangenheit nur wenig Interesse der Biologen auf sich.

## Lebensweise
Die Lebensweise des Verheyen-Duckers ist praktisch unbekannt, vermutlich gleicht sie aber der des Maxwell-Duckers. In Nigeria wurden Jungtiere während der Trockenzeit von Januar bis März und von August bis September gesichtet. Im Nationalpark Fazao-Malfakassa in Togo konnte die Art mittels Kamerafallen dokumentiert werden.

## Systematik
Der Verheyen-Ducker ist eine Art aus der Gattung Philantomba innerhalb der Familie der Hornträger (Bovidae). Philantomba gehört dabei innerhalb der Hornträger zur Tribus der Ducker (Cephalophini), zu der ebenfalls Sylvicapra und Cephalophus gerechnet werden. Die Ducker bilden eine Gruppe von zumeist kleineren bis mittelgroßen Vertretern der Hornträger, die durch einen kompakten Körperbau charakterisiert werden. Sie treten in Afrika endemisch auf und bewohnen überwiegend waldreiche Habitate. Eine Ausnahme stellt die Gattung Sylvicapra dar, deren Vertreter eher Savannenlandschaften bevorzugen.
Die Gattung Philantomba umfasst die Zwergducker, die kleinsten Vertreter der Tribus. Sie wurde im 20. Jahrhundert teilweise als Untergattung von Cephalophus gesehen. In einer Studie aus dem Jahr 2001 erkannten Peter Grubb und Colin Peter Groves Philantomba als eigenständige Gattung an. Ihren morphologischen Studien zufolge stand sie an der Seite von Sylvicapra. Im selben Jahr wurde eine molekulargenetische Untersuchung veröffentlicht, die für Philantomba ein Schwestergruppenverhältnis zur Cephalophus-Sylvicapra-Gruppe ergaben. Eine weitere genetische Untersuchung aus dem Jahr 2012 bestätigte das Ergebnis der vorangegangenen. Demzufolge bilden die Zwergducker eine eigene Gattung, die sich von den übrigen Duckern im ausgehenden Miozän vor etwa 7,55 Millionen Jahren abspaltete. Ursprünglich wurden mit dem Maxwell-Ducker (Philantomba maxwelli) und dem Blauducker (Philantomba monticola) nur zwei Arten innerhalb der Gattung Philantomba anerkannt. Mit dem Verheyen-Ducker konnte Anfang des 21. Jahrhunderts eine dritte Art beschrieben werden. Eine Revision der Hornträger aus dem Jahr 2011, ebenfalls von Groves und Grubb durchgeführt, spaltete den Blauducker in zwei Gruppen nahe verwandter Arten auf, einer mit graufarbenen und einer mit rotfarbenen Beinen.

## Entdeckung
Bereits im Jahr 2005 wiesen Grubb und Groves in einer Neubearbeitung der Ducker darauf hin, dass die Populationen des Maxwell-Duckers im westlichen Afrika auffallende Unterschiede zwischen den Individuen des westlichen und östlichen Verbreitungsgebietes aufweisen. So nahm ihren Untersuchungen zufolge nicht nur die Größe von Ost nach West signifikant zu, auch gab es Abweichungen in der Fellfärbung, wodurch sie eine westliche von einer östlichen Gruppe abtrennten. In der darauffolgenden Zeit wurden im Rahmen des Projet d’Aménagement des Massifs Forestiers (PAMF) d’Agoua, de Wari-Maro et des Monts Kouffé Tiere gesammelt, die sowohl von lokalen Jägern als auch von Märkten stammten, die Bushmeat anboten. Dies erbrachte insgesamt rund drei Dutzend Individuen von acht Fundstellen in Benin, Togo und Nigeria. Die vorgenommenen Analysen bestätigten die Beobachtungen von Grubb und Groves. Zusätzlich wurden genetische Analysen unter Einschluss des Maxwell- und des Blauduckers vorgenommen. Sie ergaben, dass die westliche und die östliche Population des Maxwell-Duckers jeweils monophyletisch sind. Als Schlussfolgerung daraus wurde die östliche Gruppe als eigene Art aus dem Maxwell-Ducker ausgegliedert und erhielt die wissenschaftliche Bezeichnung Philantomba walteri; die Erstbeschreibung veröffentlichten Marc Colyn und Forscherkollegen im Jahr 2010. Der Holotyp stellt ein nicht ganz ausgewachsenes Weibchen dar (Exemplarnummer RMCA A7.027M0001), das im Januar 2006 gesammelt wurde. Als Typusregion gilt Igbere im Forêt Protégée de Wari-Maro in Benin, die etwa 328 m über dem Meeresspiegel liegt. Der Artzusatz walteri ehrt Walter Verheyen für seine Verdienste um die Erforschung der afrikanischen Tierwelt.

## Bedrohung und Schutz
Der Verheyen-Ducker wird gegenwärtig von der IUCN in der Kategorie „ungenügende Datengrundlage“ (data deficient) gelistet. Die Naturschutzorganisation begründet dies damit, dass zu wenige Individuen bekannt sind, keine Beobachtungen in freier Wildbahn vorliegen und somit auch keine genauen Umzeichnungen des Verbreitungsgebietes und keine Angaben zur Populationsgröße gemacht werden können. Nach Aussagen der Erstbeschreiber sind die Bestände in Togo und Nigeria als gefährdet anzusehen, in gewissem Maße auch jene von Benin. Die Tiere werden regelmäßig gejagt und auf den lokalen Märkten für Bushmeat angeboten.